# 哈默湖
53°40′29″N 6°56′35″E / 53.674748°N 6.943016°E

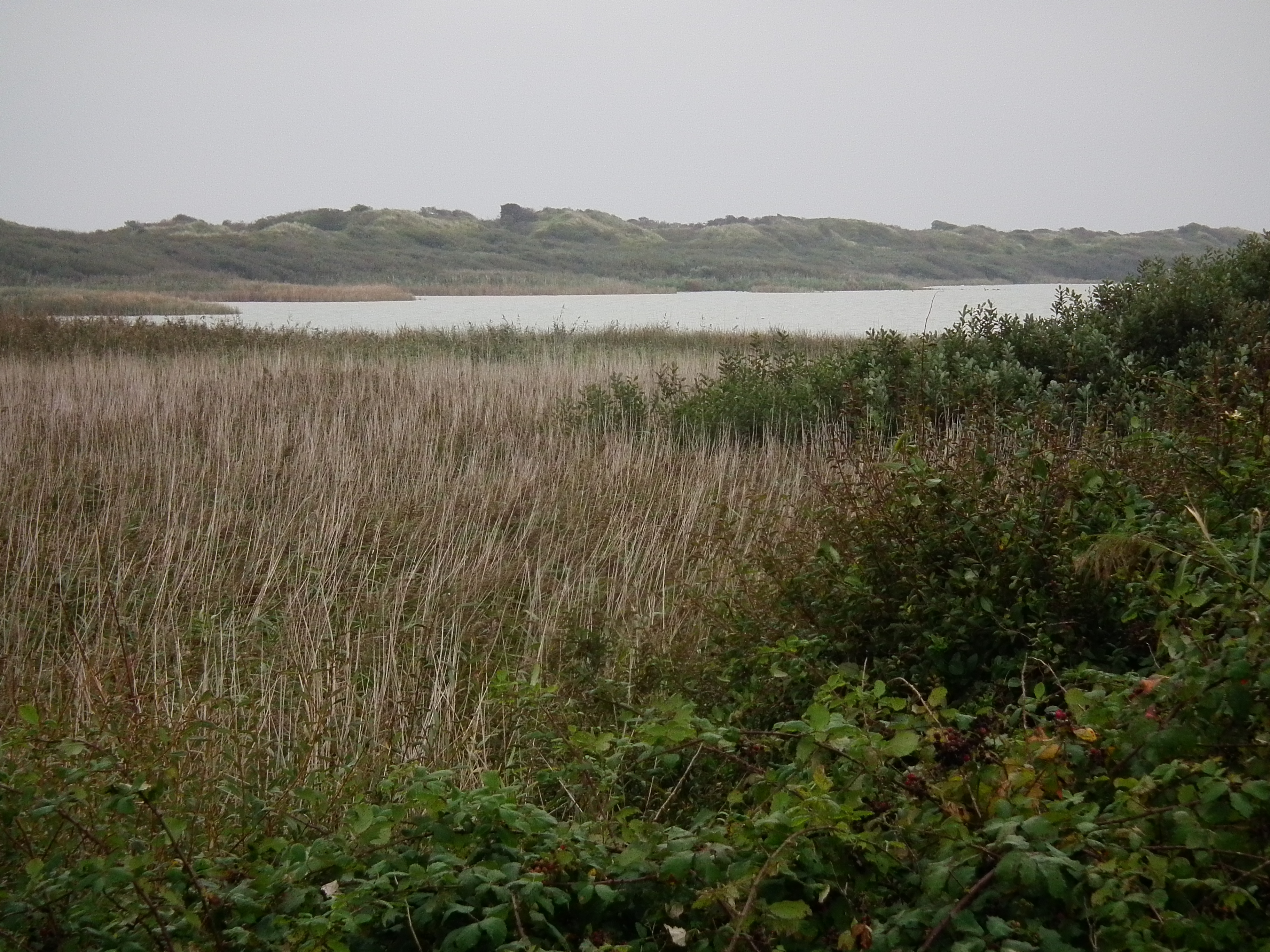

哈默湖（德語：Hammersee），是德國的湖泊，位於該國西北部，由下薩克森州負責管轄，處於于斯特，長0.3公里、寬0.2公里，面積0.06平方公里，海拔高度20米，最大水深8米，湖岸線長度0.9公里。